# John Christian Kunkel

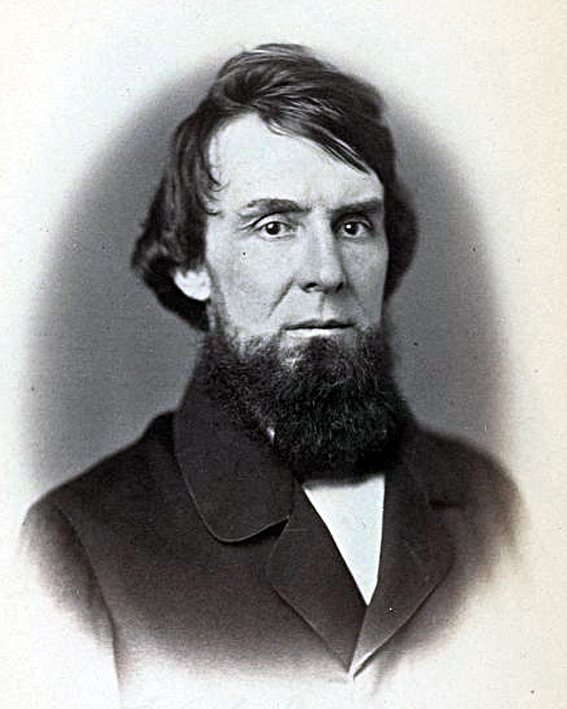
John Christian Kunkel (1859)

John Christian Kunkel (* 18. September 1816 in Harrisburg, Pennsylvania; † 14. Oktober 1870 ebenda) war ein US-amerikanischer Politiker. Zwischen 1855 und 1859 vertrat er den Bundesstaat Pennsylvania im US-Repräsentantenhaus.

## Werdegang
John Kunkel besuchte die öffentlichen Schulen in Gettysburg und studierte danach bis 1839 am späteren Jefferson College in Washington. Nach einem anschließenden Jurastudium an der Carlisle Law School und seiner 1842 erfolgten Zulassung als Rechtsanwalt begann er in Harrisburg in diesem Beruf zu arbeiten. Gleichzeitig schlug er als Mitglied der Whig Party eine politische Laufbahn ein. In den Jahren 1844 und 1845 sowie nochmals im Jahr 1850 war er Abgeordneter im Repräsentantenhaus von Pennsylvania. Von 1851 bis 1853 gehörte er dem Staatssenat an, dessen Präsident er im Jahr 1852 war. Bei den Präsidentschaftswahlen des Jahres 1844 unterstützte er Henry Clay, der aber dem Demokraten James K. Polk unterlag.
Bei den Kongresswahlen des Jahres 1854 wurde Kunkel im zehnten Wahlbezirk von Pennsylvania in das US-Repräsentantenhaus in Washington, D.C. gewählt, wo er am 4. März 1855 die Nachfolge von Ner Middleswarth antrat. Nach einer Wiederwahl konnte er bis zum 3. März 1859 zwei Legislaturperioden im Kongress absolvieren. Diese waren von den Ereignissen im Vorfeld des Bürgerkrieges geprägt. Von 1855 bis 1857 war Kunkel Vorsitzender des Milizausschusses. In seiner zweiten Legislaturperiode (1857 bis 1859) vertrat er die Republikanische Partei, deren Mitglied er zwischenzeitlich geworden war. 1858 verzichtete er auf eine weitere Kandidatur.
Nach dem Ende seiner Zeit im US-Repräsentantenhaus praktizierte John Kunkel wieder als Anwalt. Er starb am 14. Oktober 1870 in seinem Heimatort Harrisburg, wo er auch beigesetzt wurde. Sein Enkel John C. Kunkel (1898–1970) wurde ebenfalls Kongressabgeordneter.